# Lokundje
Der Lokundje (englisch: Lokundje River, französisch: Lokoundjé, ehemals auch Bekue) ist ein Fluss in der Region Süd in Kamerun.

## Geographie und Verlauf

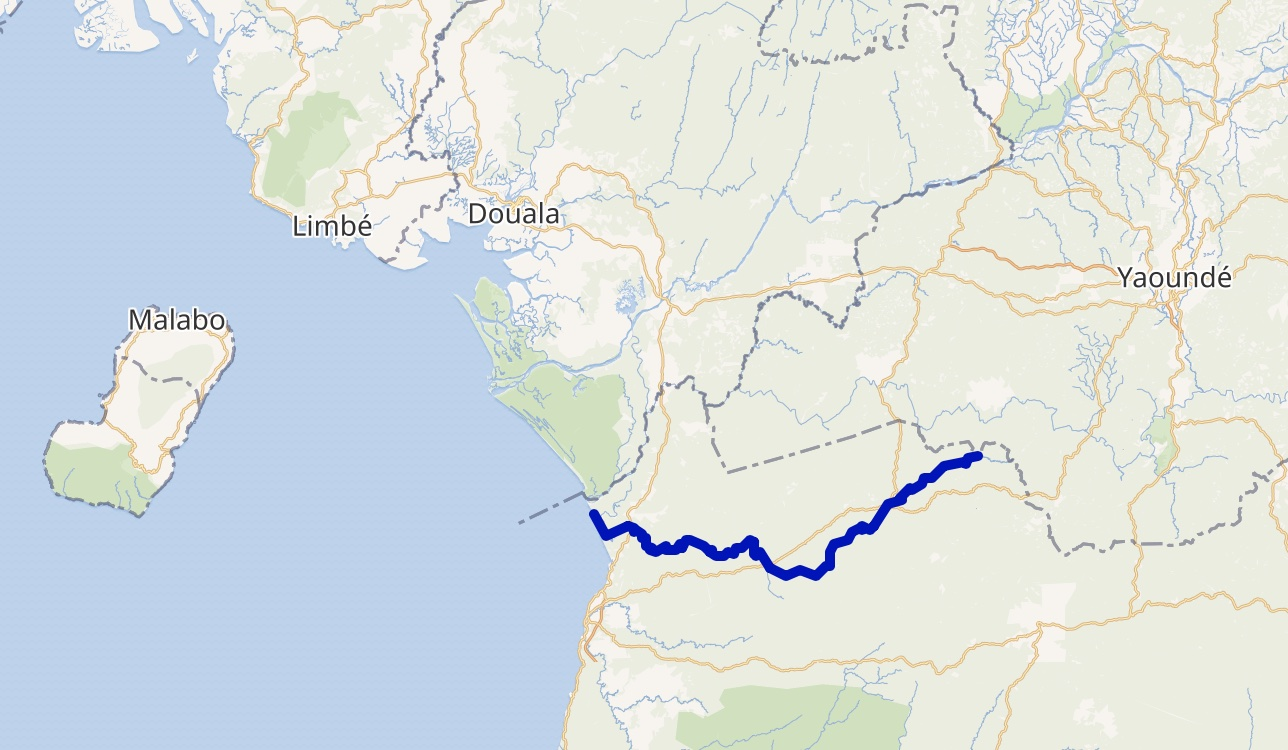
Der Verlauf des Lokundje

Der Fluss entspringt im Bergland Kameruns in der Nähe der Siedlung Bikoué in der Gemeinde Mvengue auf etwa 900 m Höhe und fließt zunächst in südwestliche Richtung. Etwa 20 Kilometer nach seiner Quelle durchquert er die Siedlung Lolodorf und kreuzt hier ebenfalls die Provinzialstraße P8. Der Fluss fließt weitere 35 Kilometer in südwestliche Richtung und strebt dann in grob westliche Richtung dem dann noch etwa 60 Kilometer entfernten Atlantik zu, in den der Lokundje bei der kleinen Siedlung Petit Batanga mündet. Am Austritt aus der Bergregion liegt die Gemeinde Bipindi am Fluss. Ebenso münden hier der Tchangué (in der deutschen Kolonialzeit Tjange) und Moungué (in der deutschen Kolonialzeit Muke) in den Lokundje. Im weiteren Verlauf fließen zahlreiche Nebenflüsse in den Lokundje. Kurz vor der Mündung kreuzt der Fluss die Nationalstraße N7.

## Hydrometrie
Die Durchflussmenge des Lokundje wurde an der hydrologischen Station Lolodorf im Oberlauf des Flusses, über die Jahre 1951 bis 1958 gemittelt, in m³/s gemessen.

## Weiteres
Vitex lokundjensis, eine Pflanzenart aus der Familie der Lamiaceae deren spezifisches Epitheton sich auf den Fluss bezieht, wurde 1909 von Georg August Zenker in der Nähe von Bipindi gefunden und ist in der Region endemisch.